# Nozay (Loara Atlantycka)
Nozay – miejscowość i gmina we Francji, w regionie Kraj Loary, w departamencie Loara Atlantycka.
Według danych na rok 2010 gminę zamieszkiwało 3835 osób, a gęstość zaludnienia wynosiła 66 osób/km².